# Barnen som försvann i Amazonas

Området där barnen hittades.

Barnen som försvann i Amazonas är en händelse som utspelade sig från den 1 maj 2023 till den 9 juni 2023.
Ett enmotorigt flygplan av typen Cessna 206 var på morgonen den 1 maj 2023 på väg från Araracuara Airport till San José del Guaviare över den colombianska delen av Amazonas. Ombord fanns förutom piloten, en andrepilot, en mor och hennes fyra barn mellan 13 år och ett bara 11 månader gammal. En stund efter start rapporterade piloten om problem med motorn, därefter bröts kontakten och planet tros ha störtat direkt efter.
Detta startade en mycket omfattande sökinsats som involverade hundratals militärer och frivilliga, de senare från ursprungsbefolkningen. Den 14 maj hittades planet, med samtliga vuxna döda, bland dem den 33-åriga Magdalena Mucutuy, men hennes fyra barn, Lesly Jacobombaire Mucutuy 13, Soleiny Jacobombaire Mucutuy 9, Tien Ranoque Mucutuy 4, och Cristin Ranoque Mucutuy 11 månader var försvunna.
Mamman och barnen tillhörde ursprungsbefolkningen och barnen hade viss vana att vistas i djungel, och man blev säkra på att de gått iväg för att hitta hjälp.
Barnens försvinnande i djungeln startade en massiv militärledd sökoperation som involverade över hundra colombianska specialstyrkor och över 70 inhemska scouter som finkammade det aktuella området.
Under flera veckor hittades olika ledtrådar som fotspår, en blöja, en sax, en tom nappflaska, rester av äten frukt, ett regnskydd och diverse andra tillhörigheter.
Under sökinsatsen släpptes från helikoptrar ner ett stort antal nödpaket med mat och vatten. Flygblad spreds över stora delar av det aktuella området som uppmanade barnen att stanna på samma plats, ropa på hjälp, och att hjälp var på väg.
Den 9 juni 2023, efter 40 dagar i djungeln, fick ett litet förband syn på de medtagna och utmärglade barnen, på gränsen mellan provinserna Caqueta och Guaviare omkring fem kilometer väster om där planet kraschade.
Barnen som efter omständigheterna klarat sig förhållandevis väl, togs därefter med helikopter till huvudstaden Bogotá för vård.
Det framkom efter samtal men det äldsta barnet Lesly Jacobombaire Mucutuy 13, att modern Magdalena Mucutuy levde i fyra dagar efter kraschen, och bad barnen ge sig iväg efter hjälp.